# Canossa
Scandiano är en kommun i provinsen Reggio Emilia i regionen Emilia-Romagna, Italien. Kommunen hade 3 740 invånare (2018) och gränsar till kommunerna Casina, Castelnovo ne' Monti, Neviano degli Arduini, San Polo d'Enza, Traversetolo, Vetto och Vezzano sul Crostolo.
I kommunen ligger Castello di Canossa.